# Scotopteryx strangulata
Scotopteryx strangulata är en fjärilsart som beskrevs av Hackiay 1928. Scotopteryx strangulata ingår i släktet backmätare, och familjen mätare. Inga underarter finns listade.